# Les Aspin
Leslie Aspin Jr. (*21 de julio de 1938 –† 21 de mayo de 1995) fue un político estadounidense. Secretario de Defensa de EE. UU. (1993-1994).

## Origen y formación
Nacido en Milwaukee, Wisconsin. Graduado summa cum laude en Historia por la Universidad de Yale y doctorado en Economía por la Massachusetts Institute of Technology. También estudió en la Universidad de Oxford, donde realizó una maestría. 
Sirvió 2 años en las Fuerzas Armadas y fue analista de sistemas en el Pentágono con solo 28 años (1966-1967). Afiliado al Partido Demócrata, desde joven comenzó su actividad en la política local de Wisconsin. Fue miembro del personal del senador William Proxmire y profesor de Economía en la católica Universidad de Marquette.

## Miembro de la Cámara de Representantes (1971-1993)
En 1970 fue elegido como demócrata a la Cámara de Representantes de EE. UU. por el 1º Distrito de Wisconsin. Sería reelegido hasta en 11 ocasiones (1972, 1974, 1976, 1978, 1980, 1982, 1984, 1986, 1988, 1990 y 1992). Permaneció 22 años en el Congreso (1971-1993).
Conmo congresista destacó siempre por su inclinación hacia los temas de Defensa y Seguridad Nacional. Se opuso a la Guerra de Vietnam en los años 70, pero apoyó muchas de las iniciativas de la Administración Reagan en los 80, como la financiación de la Contra nicaragüense o el Misil MX. En 1985 fue nombrado presidente del Comité de Defensa de la Cámara de Representantes. Cargo en el cual también generó cierta polémica entre algunos de sus compañeros demócratas al apoyar decididamente los planes de la Administración Bush de usar la fuerza para expulsar a Irak de Kuwait en 1991.

## Secretario de Defensa (1993-1994)
En las elecciones presidenciales de 1992 colaboró como asesor externo en temas de defensa para la campaña del gobernador Bill Clinton. Cuando este fue elegido presidente, anunció la designación del congresista Les Aspin como nuevo Secretario de Defensa de EE. UU. La falta de experiencia de Clinton en temas de Defensa y Seguridad Nacional, su punto débil en aquel momento, hizo que la selección del experimentado Aspin fuese recibido con buenos ojos por la comunidad política de Washington. La industria militar aplaudió la selección. 
Se crearon grandes expectativas por lo que pudiera hacer Les Aspin al frente del Pentágono, pero pronto, su escepticismo sobre la Iniciativa de Defensa Estratégica (SDI), unido a su inclinación por una Marina más pequeña y el recorte de tropas destinadas a Europa, provocaron la desconfianza de los mandos militares. Presentó un plan sobre estrategia y estructura de las Fuerzas Armadas llamada Bottom-Up Review. Pero Aspin pronto encontró que sus esfuerzos para elaborar una política de defensa eran considerados como trastos viejos por sus antiguos colegas del Comité de Defensa del Congreso, durante los debates sobre el presupuesto de defensa del año fiscal 1994.
Uno de sus mayores problemas llegó cuando le tocó llevar a cabo la promesa electoral de Clinton de integración de los homosexuales en las Fuerzas Armadas. Tras numerosas críticas al plan, finalmente se vio obligado a prensentar uno nuevo llamado "Don't ask, don't tell", que cerraba el debate acordando que los miembros del ejército no tuvieran que ser preguntados sobre su orientación sexual.
El debate minó su autoridad, pero su mayor quebradero de cabeza sería Somalia. La Operation Somalia-2 empezó como un esfuerzo por ayudar a los somalíes a reconstruir su país después de la guerra civil. Aspin declaró que las tropas estadounidenses no saldrían hasta que el orden fuera restablecido en Mogadiscio. Intensificó los esfuerzos militares y aprobó una operación para capturar al señor de la guerra, Mohamed Farrah Aidid. Pero la operación resultó en la muerte de 18 soldados y el derribo de 2 helicópteros norteamericanos.
Ante las fuertes críticas del Congreso, y asumiendo su responsabilidad, el Secretario Aspin tuvo que presentar su dimisión tras solo un año como jefe del Pentágono. El fracaso de Somalia, además del polémico debate sobre la integración de los homosexuales y el enfrentamiento de Aspin con los mandos militares y la Oficina de Presupuestos sobre en qué medida había que reducir el presupuesto militar, sentenciaron su carrera como Secretario de Defensa.
Tras la dimisión, Aspin ocupó la presidencia del Panel de Asesores en Inteligencia Exterior del presidente Clinton entre 1994 y 1995, y trabajó como profesor de Política Internacional en la Universidad de Marquette.
Les Aspin murió el 21 de mayo de 1995 en Washington de un ataque al corazón. Tenía 56 años de edad.
| Predecesor: Bobby Inman | Presidente de la PFIAB 1994 - 1995 | Sucesor: Warren B. Rudman |

- Datos: Q1820456
- Multimedia: Les Aspin / Q1820456